# Achaguas
Achaguas är en stad och kommun i delstaten Apure i Venezuela. Den ligger vid floden Matiyure, cirka 80 kilometer väster om San Fernando de Apure, huvudstaden i Apure. Hela kommunen har cirka 60 000 invånare, varav cirka 27 000 invånare bor i själva centralorten (2011).
Achaguas grundades 1774 av Fray Alonso de Castro och namnet kommer av den ursprungliga indianstammen Achaguas. Tidigare hade staden det längre namnet "Santa Bárbara de la Isla de los Achaguas".

## Administrativ indelning
Kommunen är indelad i sex församlingar, parroquias:
- Achaguas
- Apurito
- El Yagual
- Guachara
- Mucuritas
- Queseras del Medio